# Translatio studiorum
La translatio studiorum, littéralement le « transfert des études », est le déplacement de la connaissance des textes grecs de l'Antiquité (particulièrement la philosophie) du monde grec vers le Proche-Orient perse et syriaque, puis arabe oriental (Bagdad), puis arabe occidental (Cordoue, Tolède), jusqu'à la renaissance intellectuelle du XIIe siècle qui marque sa redécouverte par l'Europe latine. Il s'agit d'un long phénomène de déplacements successifs des textes (principalement ceux d'Aristote et Platon) et des centres d'études, occupant tout le Moyen Âge sur près de six siècles (de 529 à 1100).
On peut considérer que la translatio studiorum commence en 529 apr. J.-C., lorsque Justinien fait fermer l'École d'Athènes, et se termine au moment de la renaissance du XIIe siècle, avec l'apparition des écoles de dialectique aristotélicienne à Paris.
On peut aussi appeler translatio studiorum chacune des phases de déplacement des études.

## Survol
En 529 apr. J.-C., Justinien fait fermer l'École d'Athènes. Les philosophes de l'École (Damascius, Simplicius, Eulamios, Hermias, Priscien de Lydie, Isidore de Gaza, Diogène de Phénicie) se déplacent alors à la cour de Khosrô Ier (Empire perse sassanide) pour une durée d'environ trois ans, après quoi ils émigrent à Harrân en 532. Il s'y maintiendra une tradition harrânienne de philosophie à la grecque jusqu'au IXe siècle au moins. Parallèlement, la connaissance des textes aristotéliciens perdure à Alexandrie, avec des commentateurs chrétiens comme Jean Philopon (v. 490-v. 570), jusqu'à la prise de la ville par les Arabes en 641; la tradition aristotélicienne alexandrine se transmet alors au monde musulman.
À ce moment, l'Europe latine ne connaît plus de Platon qu'une partie du Timée et d'Aristote que les Catégories et le De l'interprétation. Ce sont les musulmans qui développent, jusqu'au Xe siècle, la pensée philosophique de tradition grecque (qu'ils tirent de la tradition harrânienne et des chrétiens alexandrins susmentionnés), dans une situation de "quasi-monopole" (de Libera). Cette première translatio studiorum de l'Occident chrétien vers l'Orient musulman est portée par le centre des études de la philosophie grecque à Damas, capitale omeyyade, de 660 à 750. Puis, de 762 au milieu du XIe siècle, c'est Bagdad, capitale abbâsside, qui devient le plus important centre intellectuel (Avicenne, puis Al-Gazâli). À cette époque, presque toutes les œuvres d'Aristote sont traduites en arabe. Au XIe siècle, le centre du savoir se déplace à Cordoue, où était née une autre branche de tradition intellectuelle hellénisante, intiée par Ibn Hazm de Cordoue et continuée par Averroès et Maïmonide.
La dernière phase de translatio studiorum s'opère à la suite de la Reconquista, dès la prise de Tolède par Alphonse VI (1085). Il s'ensuit, au XIIe siècle, une renaissance intellectuelle inattendue autour des centres monastiques français. L'Europe latine va alors redécouvrir la fréquentation des textes antiques, qu'elle avait perdu pendant plusieurs siècles (à l'exception de phénomènes exemplaires tels que la renaissance carolingienne). Comme l'écrit Alain de Libera, "en quelques décennies, une partie notable de la culture philosophique accumulée depuis plusieurs siècles en terre d'Islam déferle sur l'Europe du Nord. Le choc est d'une extraordinaire violence, l'histoire comme cassée en deux". Dès 1100 environ, le platonisme fait florès dans les nouvelles écoles de Chartres (Guillaume de Conches) et de Paris (Abélard, Richard de Saint-Victor).

## Historique
Le thème de la translatio studiorum d'Alexandrie à Bagdad a été introduit par un texte du philosophe al-Farabi, conservé sous forme de citation par Ibn Abi Usaybi'a : « L'instruction se transporta d'Alexandrie à Antioche et elle y demeura pendant une longue période. À la fin il ne resta qu'un professeur, et c'est auprès de lui que s'instruisirent deux hommes, qui ensuite retournèrent chez eux en emportant des livres : l'un venait de Harran, l'autre de Merv. L'homme de Merv eut deux élèves : l'un était Ibrahim al-Marwazi, l'autre Yuhanna ibn Haylan. L'homme de Harran eut pour disciples l'évêque Israël et Quwayri ; tous deux se rendirent à Bagdad, et Israël s'occupa de religion tandis que Quwayri se mit à enseigner. Quant à Yuhanna ibn Haylan, lui aussi s'occupa des affaires de sa religion. Ibrahim al-Marwazi partit pour Bagdad et s'y établit ». En fait ce récit, qui date donc du début du Xe siècle, a une valeur plus symbolique que réellement documentaire : il présente plusieurs éléments invraisemblables, notamment cette chaîne beaucoup trop simple de transmission. Il a surtout pour objectif d'opposer le christianisme obscurantiste et l'islam présenté comme héritier légitime de la culture grecque antique. D'une façon générale, le thème de la translatio studiorum a toujours été lié à la revendication plus politique de translatio imperii et à l'affirmation culturelle de peuples ou d'États se présentant comme les nouveaux « gardiens de la civilisation ».
En fait les Arabes musulmans sont apparus comme héritiers naturels de la culture grecque dès lors qu'ils ont conquis des régions (l'Égypte, la Syrie, voire la Mésopotamie) où se trouvaient quelques-uns des principaux foyers de cette culture (Alexandrie, Antioche, Apamée, Ctésiphon…). Les califes omeyyades de Damas, installés dans une ancienne province byzantine, étaient déjà entourés de lettrés chrétiens de langue grecque et pétris de culture antique, comme Jean Damascène. Ces lettrés syriens chrétiens ont également fréquenté la cour de Bagdad dès qu'elle fut fondée, comme le montre l'exemple de l'astrologue et historien Théophile d'Édesse, ou un peu plus tard celui de Job d'Édesse. De même, l'Église de l'Orient avait recueilli une part de l'héritage philosophique et scientifique grec, traduit en syriaque, dès le VIe siècle dans son École de Nisibe, célèbre jusqu'en Occident, et à partir de laquelle elle créa d'autres foyers d'enseignement, notamment à Ctésiphon (école patriarcale fondée par Mar Aba Ier) et à Gundishapur. L'Église jacobite de Syrie avait elle aussi, dès le VIe siècle, fait fonds sur les traductions en syriaque d'œuvres philosophiques et médicales faites notamment par Serge de Reshaina, et transformé dès le VIIe siècle plusieurs de ses monastères, comme celui de Kennesrin, en brillants foyers de culture, illustrés entre autres par Sévère Sebôkht et Jacques d'Édesse.
En 529, l'empereur Justinien fait fermer les écoles philosophiques d'Athènes (et particulièrement l'Académie héritière de celle de Platon), les accusant d'être un foyer de paganisme. Les professeurs, conduits par Damascius, se réfugient à Ctésiphon, capitale du royaume des Perses, où ils sont accueillis par le jeune roi Khosrô Ier, passionné de culture grecque et de philosophie. Cependant, ils n'y restent pas longtemps et regagnent le territoire romain à la faveur d'une clause du traité de paix entre les deux empires (septembre 532). La philosophie grecque reste cultivée à la cour de Khosrô ier, comme le montre le Commentaire à la Logique d'Aristote de Paul le Perse, conservé en langue syriaque et dédié dans la préface à ce roi. Quant aux philosophes conduits par Damascius, on ne sait pas trop où ils s'installent et s'ils continuent leur activité : Damascius lui-même, qui était natif de Damas, paraît être mort en Syrie vers 540 ; son disciple Simplicius, lui aussi païen, rédige des commentaires de philosophes antiques, principalement d'Aristote, jusqu'à sa mort vers 560, mais on ne sait pas où : dans un lieu où il disposait d'une importante bibliothèque, en tout cas, mais pas à Alexandrie, puisqu'il dit n'avoir jamais rencontré Jean Philopon, contre lequel il polémique. Michel Tardieu a souligné le rôle éventuellement joué à l'époque par la ville syrienne de Harran, appelée la « cité des Hellènes » déjà par les actes du concile de Chalcédoine, et où a existé jusqu'au Xe siècle un groupe religieux « païen », que les musulmans nommaient les « Sabiens du Harran », associant culte astrologique, hermétisme et spéculations proches du néoplatonisme, et auquel appartenait le mathématicien Thabit ibn Qurra.
Les écoles d'Alexandrie n'étaient pas concernées par le décret de 529, et l'enseignement de la philosophie grecque s'y est maintenu. Dès la fin du Ve siècle, un professeur comme Ammonios fils d'Hermias s'engage dans un compromis avec les autorités chrétiennes, dénoncé pour cette raison par Damascius. La référence à Aristote, moins polémique que l'adhésion à la philosophie religieuse de Platon, est privilégiée. Le dernier philosophe clairement païen semble être Olympiodore le Jeune, qui meurt après 565 (année de la mort de Justinien). Mais l'enseignement à Alexandrie est de plus en plus dominé par des philosophes chrétiens, notamment Jean Philopon (vers 490 - vers 575). Le dernier philosophe connu de la métropole égyptienne est Étienne d'Alexandrie (actif à partir de 580 environ, appelé à Constantinople par l'empereur Héraclius dans les années 610), qui d'ailleurs est à la fois philosophe, astrologue, médecin, inaugurant un modèle de culture courant au Moyen Âge. Mais il semble que des écoles de philosophie se maintiennent à Alexandrie même après la conquête musulmane de l'Égypte (640/645) : le Syrien Jacques d'Édesse va s'y former sans doute vers 665/670 et y recueille encore l'héritage de Jean Philopon, peut-être dans des écoles religieuses chrétiennes. Alexandrie, d'autre part, était particulièrement célèbre pour ses écoles de médecine, et leur activité se poursuit au-delà de la conquête musulmane, comme l'indiquent les exemples de Paul d'Égine et d'Aaron, lequel, d'ailleurs prêtre de l'Église copte, était apparemment toujours en vie au début du VIIIe siècle. Il est donc le dernier médecin connu de l'école d'Alexandrie, et son anthologie médicale en trente livres aurait été le premier texte scientifique grec traduit en arabe, peut-être sous le règne du calife Umar II (717 - 720).

## Latranslatiopar latraduction

### Apud Arabes
La chose importante à garder à l'esprit est qu'au final, les textes majeurs de la tradition philosophique (d'abord surtout Aristote, mais aussi Platon, et des philosophes de l'Antiquité tardive comme Plotin et Proclus, d'ailleurs confondus avec Aristote, et des commentateurs comme Jean Philopon), ou de la tradition scientifique (Hippocrate et Galien en médecine, Ptolémée en astronomie/astrologie, Euclide ou Diophante en mathématiques, etc.), sont traduits souvent d'abord en syriaque (dès les Ve  et  VIe siècles dans les écoles d'Édesse et de Nisibe, au VIIe siècle dans le monastère de Kennesrin, et par des traducteurs indépendants de ces centres comme Serge de Reshaina ou Théophile d'Édesse), et qu'ensuite, dès le VIIIe siècle et surtout à partir des années 770 dans la capitale nouvellement fondée de Bagdad, s'engage un vaste mouvement de traduction impliquant trois langues (grec, syriaque, arabe), dans lequel s'illustrent notamment le médecin chrétien Hunayn ibn Ishaq et son école, et Qusta ibn Luqa, et qui va aboutir au Xe siècle au fait que toute cette littérature savante ancienne soit disponible en langue arabe, le grec et le syriaque disparaissant alors dans une large mesure de la scène culturelle du Proche-Orient. Il faut d'ailleurs remarquer que ce mouvement de traduction touche presque uniquement la sphère philosophico-scientifique, la « littérature » grecque proprement dite (poésie, prose historiographique et oratoire, etc.) n'étant pas transmise car les « Arabes » développent leur propre « littérature » et leur propre poésie correspondant à une culture et une sensibilité profondément différentes. Ainsi, il s'agit du basculement en deux ou trois siècles d'un acquis de savoir et de pensée d'une langue (le grec) à un autre (l'arabe), et d'une culture à une autre.
La période classique de la civilisation arabe médiévale (du Xe  au  XIIIe siècle) voit cette tradition philosophico-scientifique arabisée, enrichie par les apports de savants et penseurs contemporains (al-Kindi, al-Farabi et Avicenne en philosophie, ce dernier en médecine, al-Khwarizmi ou Thabit ibn Qurra en mathématiques, etc.), s'étendre dans tout le monde arabo-musulman, notamment au Caire à l'époque des Fatimides, à Kairouan et dans l'ensemble du Maghreb, dans l'Espagne des Omeyyades de Cordoue. Il faut d'ailleurs souligner qu'il s'agit simplement de la continuation dans une langue nouvelle (l'arabe) et dans une enveloppe culturelle nouvelle (marquée par la domination de l'islam), de la prépondérance intellectuelle et culturelle, traditionnelle depuis l'Antiquité, des sociétés proche-orientales et méditerranéennes. L'Europe du nord-ouest apparaît alors comme peu active et marginale culturellement, mais c'était déjà le cas dans l'Antiquité: les grands foyers culturels de l'Empire romain étaient Alexandrie, Antioche, Carthage, etc.

### L'Occident chrétien
Au temps de l'Empire romain, le seul foyer intellectuel important, dans l'Occident latin, était Rome, où les philosophes et savants d'origine orientale dominaient (Plotin et Porphyre en philosophie, les médecins grecs…); l'aristocratie romaine traditionnelle est parfaitement bilingue latin-grec. L'évolution des Ve  et  VIe siècles (dissolution politique de l'Empire romain, pillage de Rome à plusieurs reprises, entraînent une déchéance politique de la métropole (au profit de Milan). Puis la constitution des royaumes barbares, les guerres destructrices en Italie au VIe siècle) provoquent un isolement et une marginalisation culturelle accrue de l'Europe occidentale latine et notamment la disparition du bilinguisme latin-grec dans les élites et un profond recul de la culture profane traditionnelle dans une aristocratie laïque qui se « barbarise ». En dehors de la Sicile, qui est byzantine jusqu'au IXe siècle, de la Calabre et des Pouilles, qui le sont jusqu'au XIe siècle, en partie de la Rome des papes, le grec disparaît largement de la culture de l'Europe occidentale.
L'Occident latin tardif connaît un certain nombre d’œuvres grecques soit en traductions (voir le travail considérable de traduction de l’œuvre logique d'Aristote par Boèce), soit par les manuscrits byzantins, soit encore par un usage de la culture grecque. Le beau-père de Boèce, Symmaque (Quintus Aurelius Memmius Symmachus), séjournant à Constantinople, demandera un traité à Priscien. C'est le cas de Macrobe, qui connaît les Ennéades de Plotin, le De regressu animae de Porphyre, ouvrage connu de Claudien Mamert. C'est aussi Cassiodore, qui fait traduire au début du VIe siècle de nombreuses œuvres grecques dans son monastère de Vivarium et constituera, à partir d'ouvrages grecs de rhétorique et de grammaire, les éléments de l'enseignement du trivium et du quadrivium.
Après la période mérovingienne, il faudra attendre les traducteurs juifs espagnols ou provençaux, comme Ibn Tibbon, pour retrouver certains pans de la philosophie d'Aristote.
Sur cette période où l'Europe latine voit les structures politiques de l'empire romain se disloquer, la transmission des études grecques a fait l'objet d'une récente polémique autour de l'ouvrage de Sylvain Gouguenheim, Aristote au Mont Saint-Michel.
Des éléments de la tradition philosophico-scientifique grecque se transmettent d'abord par les écrits encyclopédiques de savants ecclésiastiques comme Isidore de Séville dans l'Espagne wisogothique, et Bède le Vénérable dans une Angleterre anglo-saxonne où une culture intellectuelle monastique a été introduite notamment par le Grec Théodore de Tarse.